# Рувінкель
Рувінкель (нім. Ruhwinkel) — громада в Німеччині, розташована в землі Шлезвіг-Гольштейн. Входить до складу району Плен. Складова частина об'єднання громад Бокгорст-Ванкендорф.
Площа — 13,13 км2. Населення становить 965 ос. (станом на 31 грудня 2020).

## Галерея

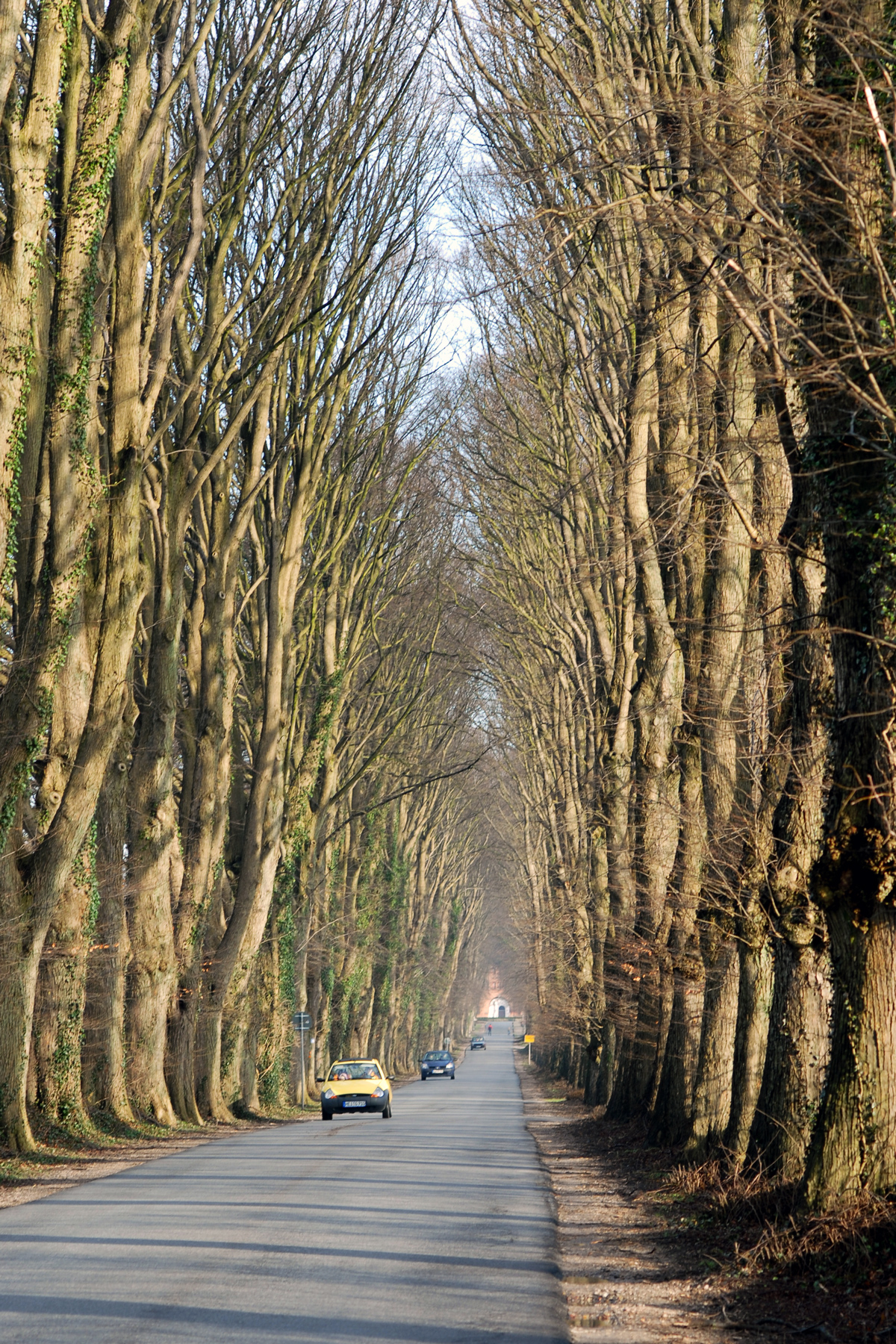
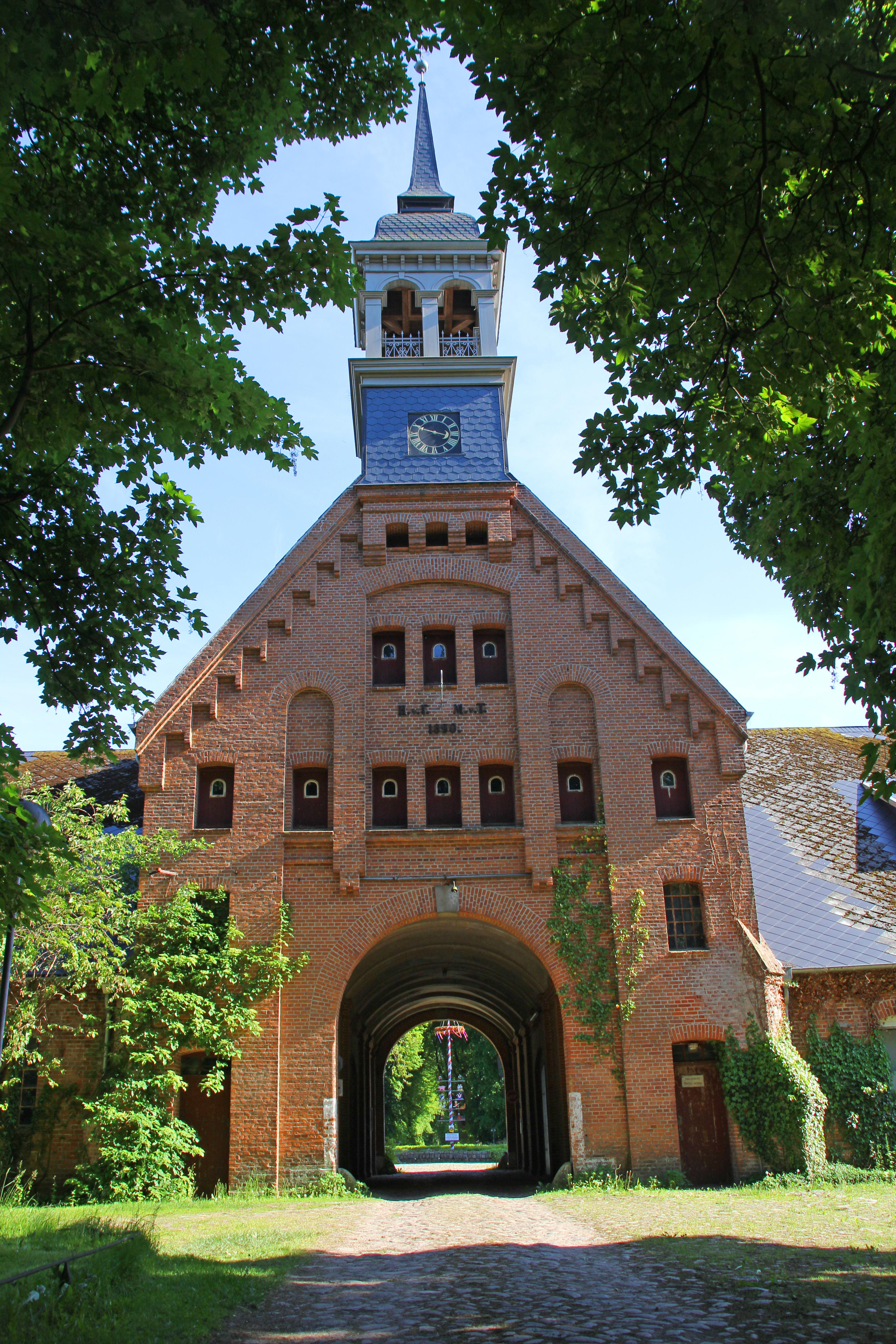